# Манчестер (Њујорк)
Манчестер (енгл. Manchester) град је у америчкој савезној држави Њујорк.

## Демографија
По попису из 2010. године број становника је 1.709, што је 234 (15,9%) становника више него 2000. године.
| Група             | 2000.         | 2010.         |
| Белци             | 1.429 (96,9%) | 1.628 (95,3%) |
| Афроамериканци    | 6 (0,4%)      | 12 (0,7%)     |
| Азијати           | 3 (0,2%)      | 7 (0,4%)      |
| Хиспаноамериканци | 17 (1,2%)     | 41 (2,4%)     |
| Укупно            | 1.475         | 1.709         |